# Стержневі млини з центральним розвантаженням

Стержневі млини з центральним розвантаженням (МСЦ) - різновид барабанних млинів. Стержневі млини з центральним розвантаженням встановлюють у першій стадії подрібнення. Вони застосовуються для дрібного дроблення перед кульовими млинами, а також для підготовки дрібновкраплених руд перед гравітаційним або магнітним  збагаченням (для подрібнення матеріалу до 0,5 – 3 мм).
Стержневий млин з центральним розвантаженням (рис. ) складається з циліндричного барабана 1 із торцевими кришками 2 і 14. Барабан і кришки футерують з середини стальними плитами 8 і 10. Торцеві кришки мають пустотілі цапфи 3 і 13, за допомогою яких барабан опирається на корінні підшипники 6 і 11. Обертання барабана передається від електродвигуна через вінцеву шестерню 9, закріплену на барабані. 
Живильник 5 равликового або комбінованого типу закріплений на завантажувальної цапфі. Пустотілі цапфи обладнані змінними завантажувальною і розвантажувальною лійками 4 і 12. 
Розвантажувальна цапфа має більший діаметр ніж завантажувальна, що створює нахил пульпи у бік розвантаження у млині і прискорює рух пульпи через млин. 
У барабан завантажуються стержні з високовуглецевої сталі  діаметром від 45 до 100 мм. Об’єм стержнів складає 35 – 45 %  об’єму млина. При обертанні барабана стержні сповзають або скочуються і подрібнюють зерна корисної копалини. Руйнування матеріалу здійснюється роздавлюванням і стиранням.   
Для завантаження млинів застосовуються равликові, барабанні і комбіновані живильники.